# Келантан
Келантан (Джаві: كلنتن دار النّعيم) — штат Малайзії. Столиця і королівська резиденція — Кота-Бару. Арабською мовою штат шанобливо називають Darul Naim («Щасливе місце»).
Келантан розташований на північному сході Півострівної Малайзії. Він межує на півночі з провінцією Наратхіват Таїланду, а також із малайзійськими штатами: на південному-сході — Тренгану, на заході — Перак, на півдні — Паханг. З північного-сходу Келантан омиває Південнокитайське море.
Келантан розташований у північно-східній частині півострова. Келантан, як говорять, у перекладі означає «Земля блискавок» (див. далі інші теорії походження назви), є аграрним штатом із багатими заливними полями, з простими рибальськими селищами і зарослими казуаріною берегами. У Келантані було зроблено декілька найдавніших археологічних відкриттів у Малайзії, в тому числі декілька доісторичних поселень аборигенів.
Вже багато років панівною партією є Ісламістська партія Малайзії і завдяки її політиці Кетантан є найбільш соціально-консервативним ісламським штатом Малайзії.

## Історія
Назва Келантан, за однією версією, походить від двох слів, gelam hutan, що малайською означає кайяпут або дерево болотного чаю (Караяпутове дерево). За іншими теоріями, назва походить від малайського слова kilatan — «сонячний / блискучий» або kolam tanah — «глиняна калюжа».
Найдавніша історія Келантану має інформацію про існування людських поселень, які відносяться доісторичних часів. У давні часи Келантан був під владою королівства Фунань, Кхмерської імперії, імперії Шривіджая та Сіаму. Приблизно в 1411 році раджа Кумар, правитель Келантану, отримав незалежність від Сіаму і наприкінці XV століття Келантан стає важливим центром торгівлі.
У 1499 році Келантан стає васалом Малаккського султанату. Після розпаду Малакського султанату в 1511 році, Келантан було розділено між дрібними правителями, які платили данину Паттані, який, своєю чергою, був васалом Сіаму за часів правління Аюттхая. У 1603 році більшість дрібних правителів Келантану були підкорені Паттані.
Приблизно в 1760 році правителю Кубанг Лабу вдалося об'єднати територію Келантану майже в сучасних кордонах. Через деякий час, у 1764 році, Лонг Юнос був призначений пенгхулу (правитель) Кота-Бару, а його брат, Нік Мухаммаді, правив як султан Мухаммад I. Нік Мухаммаді або султан Мухаммад I офіційно став першим султаном Келантану.
У 1812 році Лонг Сенік, прийомний син Мухаммада I, перейшов на сторону тайців і був призначений султаном Келантану, відомий як султан Мухаммад II. Але під натиском Таренггану через деякий час Келантан увійшов до тайської держави. В 1820-х рр. Келантан став одним із густонаселених і розвинених штатів Півострову Малакка, якому вдалося уникнути війн і спорів, які вирували в південних і західних штатах. Тай мав вплив на управління Келантаном ще протягом XIX століття.
Відповідно до Англо-Сіамського договору 1909 р. до управління Великої Британії перейшли Келантан, Тренгану, Кедах і Перліс і вони увійшли до складу Федерації малайських штатів із британським радником.
Келантав був одним із найперших штатів які захопила Японія під час вторгнення 8 грудня 1941 року. Під час японської окупації Келантан знову перейшов під контроль Сіаму, але після поразки Японії в серпні 1945 року Келантан знову перейшов під британський контроль.
1 лютого 1948 року Келантан став частиною Федерації Малайї і разом з іншими штатами здобув незалежність 31 серпня 1957 року. А 16 серпня 1963 року Келантан став одним зі штатів Малайзії.

## Географія
Стікає високо схилами гори Корбу, другої за висотою вершини Півострівної Малайзії річка Ненгірі на захід, щоб влитися в Галас, а потім у Лебір, яка протікає зарослями Національного парку Таман-Негара, а далі різко повертає на північ, перед тим як впасти в мілководне Південнокитайське море. Від Куала-Краі два потоки зливаються в річку Келантан, широку й окрашену грязевими потоками, яка домінує над родючими прибережними рівнинами і визначає географію регіону. Долина ріки Келантан — це родючі рисові плантації, багата деревиною, каучуком різноманітними тропічними фруктами.
Протягом багатьох століть Келантан був практично відокремлений від іншої частини країни горами Тітівангса, які простягаються з півночі на південь через півострів. Щоб досягнути Келантан потрібно було здійснити багатоденний дуже складний перехід. «Легкий шлях» до Келантану проходив морем, для цього необхідно було проплисти навколо півострова, витримавши саму стихію а також піратів. Саме завдяки цьому історія Келантану тісно пов'язана з морем та лодками. Навіть сьогодні багато людей досить сильно залежать від моря. Спілкування з жителями, які населяють прибережну територію підтвердили, що їх пращури і навіть вони самі пов'язані з морем.
На початку 1980 років було побудовано магістральні дороги, які з'єднали Келантан з сусідніми штатами. На сьогодні, щоб дістатися від столиці Куала-Лумпур до Кота Бару необхідно затратити на подорож через гори 5 годин.

## Економіка
Економіка Келантану має розвинене сільське господарство, в якому переважає вирощування рису, заготівля каучуку та тютюну. Також важливе значення має рибальство, яке проводиться вздовж 96-кілометрової берегової лінії. Також велике значення мають домогосподарства, використовують які традиційний досвід таких традиційних народних промислів як батік, різьба по дереву і шиття сонгкет. Також свій внесок у розвиток економіки Келантани дають лісові райони. Останніми роками збільшується значення туризму, особливо на офшорних островах. Там було побудовано готелі відомих мереж, відкрито сучасні торговельні центри для обслуговування міських людей.
Столиця Кота-Бару є найбільшим містом у південній частині штату якому планується реалізувати амбітні проекти розвитку вартістю в багато мільйонів доларів. Головний ринок у центрі міста є найпривабливішим місцем.
ВВП на душу населення Келантану становить близько 10 000 малайзійських рингітів, який є одним із трьох штатів найбагатших штатів до яких також відносяться Селангор і Пенанг. Але є відомим той факт, в Келантані є маленькі і середні фірми, які отримують значні доходи, але він не входить до розрахунку сум ВВП через приховування доходів.
У 2008 році у штату Келантан буде власна авіакомпанія Amrose Air і центральний аеропорт Sultan Ismail Petra. Amrose Air планує обслуговувати внутрішні і зовнішні маршрути, а також міжнародного значення до Бангкоку і Джидди.

## Клімат
У Келантані тропічний клімат із температурами від 21 до 32 °C і не тривалими опадами протягом року. Сезон дощів — це сезон мусонів на східному узбережжі з листопада по січень.

## Політика та уряд

### Конституція
Конституція Келантану була введена в 1949 році і складається з двох частин:
- перша частина законів
- друга частина цивільно-правових законів

### Султан Келантану
Султан Келантану — за конституціїю є правителем штату. Значення, обов'язки та повноваження зазначено в конституції та інших законах штату. У конституції задекларовано, що султан виконує роль виконавчої влади, є главою мусульманської общини штату і є уособленням усіх почестей і шани штату. На сьогодні правителем штату є — Султан Туанку Ісмаіл Петра (Duli Yang Maha Mulia Tuanku Al-Sultan Ismail Petra bin Almarhum Al-Sultan Yahya Petra).

### Виконавча рада штату
Виконавча рада штату затверджена конституцією. До складу виконавчої ради входить Верховний міністр (Menteri Besar), який її очолює, та десять її членів. Верховний міністр і члени Виконавчої ради призначаються султаном Келантану зі складу Зібрання штату. Нині пост Верховного міністра займає Нік Азіз Нік Мат (Dato' Nik Abdul Aziz Nik Mat), релігійний наставник і духовний лидер PAS.

### Політична ситуація

Прапор келантану складається з білої емблеми на червоному фоні. Червоний фон символізує лояльність людей Келантану. Біла емблема означає недоторканість резиденції керівництва.

Більшість консервативних малайських осередків Келантану очолювала з 1990 року опозиційна Ісламістська партія Малайзії (PAS), яка також переобиралася в 1995, 1999 і в 2004 роках. На сьогодні Келантан — один із п'яти малайзійських штатів де після виборів у 2008 році правлячою політичною силою є не коаліція Національний фронт.
Майже усі члени PAS — малайські мусульмани, які становлять 95 % населення Келантану.
Штат Келантан майже ототожнюється з PAS, так як PAS був правлячою силою протягом двох тривалих періодів. У сусідньому штаті Теренгану PAS також був двічі правлячою партією, але не такі тривалі терміни (1959—1962 рр. і 1999—2004 рр.). Перший період правління PAS в Келантані розпочався два роки по тому як було здобуто незалежність в 1959 році і тривав 18 років (1959—1978 рр.); другий період триває вже також 18 років.
Інтервал між двома періодами правління PAS, коли штат очолювала партія Національний фронт, становив близько 12 років (з 11 березня 1978 року по 21 жовтня 1990 року). В 1990 році PAS повернулась, здобувши на Загальних виборах переконливу перемогу і отримашли перемогу и здобувши 13 місць у парламенті. Перемогу було здобуто завдяки створенню коаліції опозиційних сил під назвою Мусульманський об'єднаний фронт (Angkatan Perpaduan Ummah), яку очолювала PAS. На наступних виборах в 1995 році PAS знову отримав перемогу, але вже не так переконливо. В 1999 році PAS отримало більш значну перемогу, основною причиною якої стало невдоволення малайської частини населення стосовно ставлення прем'єр-містра Мохатхіра Мохаммеда і інших членів національного уряду до лікування колишнього заступника прем'єр-міністра Анвара Ібрагіма. Але, PAS майже втратила владу в Келантані в 2004 році, зберігаючи більшість тільки завдяки одному голосу в зібранні штату, коли перемогу отримав Національний фронт який очолив новий лідер Абдулла Бадаві після відставки Тун Махатхіра. Але, вже після Загальних виборів у Малайзії в 2008 році, PAS повернула дві третини місць у зібранні штату.
Протягом багатьох років PAS намагалася запровадити в Келантані сувору інтерпритацію мусульманського права. Певні досягнення в цьому напрямку все-таки мали місце, але досить гостро критикувалися в суспільстві, наприклад, одностатеві черги в магазинах; окремі місця для жінок та чоловіків у громадських місцях; обмеження на розважальні заходи з метою недопущення «непристойної поведінки». Також пропонувалося запровадити як покарання ампутацію частин тіла за вчинення крадіжок та богохульство (відомий як Закон Худуд), але вони були заблоковані національним урядом, як неконституційні.
Але самими дискусійними в політиці PAS в Келантані стало: жорстке обмеження або повна заборона традиційних синкретичних малайських театралізованих видів мистецтва, як-от Ваянг, Макіонг, Дікір Барат і Маін Путері. Також намагалися ввести зміни в традиційні трактування щодо індуїстських дева-деві і малайських ханту (привиди або духи), відповідно до ортодоксального ісламу, але є допустимими в окремих випадках. Також були забороненими публічні виступи жінок, крім випадків, які детально описані в Корані, тобто повністю заборонялися такі виступи, якщо в аудиторії присутній чоловік. У той час як PAS запевняла, що такі кроки є суттєвими і спрямовуються, насамперед, на поширення ісламу і з метою припинення аморальної поведінки серед мусульманського населення, але більшість вважали що це є актом непокори відносно законів Національного фронту, які були лояльнішими щодо цього, а найголовнішим було те, що ставилося під загрозу існування малайських національних видів мистецтв.
Також почали виникати твердження, що федеральний уряд навмисно відмовляється фінансувати проекти по створенню робочих місць у Келантані і таким чином здійснювати тиск на виборців під час голосування за Національний фронт до уряду штату.

## Демографія
Жителі Келантану відомі своєю гостинністю. Оскільки Келантан є переважно штатом із сільським населенням, тому тут збереглися багаті малайські традиції, а саме змагання на летючих паперових зміях, змагання з майстерності прядіння і змагання з пташиного співу. Збереглися також виробництво традиційних народних промислів, як-от батік, сонгкет та обробка срібла. Будучи, в свій час, васалом Таїланду, а зараз прикордонним штатом, Келантан увібрав у свою культуру тайські звичаї та традиції, які роблять її вирізняють із культур інших штатів Малайзії. Населення Келантану, незалежно від етнічного походження, дуже пишаються своїм штатом і його унікальною місцевою культурою і діалектом.
Усі етнічні групи Келантану гармонійно співіснують разом. Наприклад, тайська спільнота отримала дозвіл на зведення великої статуї Будди, причому не було жодних заперечень за сторони малайської спільноти або уряду PAS, яке і дало на це згоду.

### Малайці
Малайці Келантану вважають себе незвичайною породою. У багатьох у родоводі присутні тайські коріння так як змішані шлюби між тайцями і малайцями були і залишаються поширеними. Малайці Келантану також вирізняють себе від малайців інших штатів. Малайці Патані південного Таїланду дуже близько пов'язані з малайцями Келантану.
Діалект малайської Келантану відрізняється від стандартної малайської мови а також від інших малайських діалектів своєю унікальною граматикою, вимовою і будовою мови.
Малайська Келантану — єдина лінгва франка, яка використовується в засобах масової інформації і в повсякденному спілкуванні Келантану і які відрізняється від стандартної малайської, що підтримується федеральним урядом. Діалект також поширений поза межами кордонів штату, наприклад на півдні Таїланду і на півночі штату Тренгану в районі Бесут.
У порівнянні в іншими штатами в Келантані є поширенішим аналог арабської абетки (джаві), яка використовується в письмовій і друкованій формі малайської мови в Келантані. Вивіски в Келантані написані на джаві і румі. Також деякою мірою використовують тайську мову.
95 % населення Келантану — етнічні малайці, усі вони є мусульманами, тому основною релігією штату є іслам.
Більшість малайців Келантану тісно пов'язані з малайським мистецтвом і ремеслами. Столиця штату Кота-Бару є полярним центром наслідування сілат, бойових мистецтв і барабанщиків керток. Тут більше ніж в інших місцях Малайзії захоплюються запусканням величезних, яскраво розфарбованих паперових зміїв, які називають «вау».

### Тайці
Етнічні тайці Келантану в основному зосереджені в районі навколо прибережного міста Тумпат, де знаходиться близько двохсот буддійських храмів штату і відносно заможні сіамські селища.
Діалект тайської мови, який використовують у Келантані називають «Так-Баі». Назва діалекту походить від назви самого південного прибережного міста Так-Баі провінції Наратхіват. Діалект Так-Баі суттєво відрізняється від звичайної південно-тайської мови та інших регіональних тайських діалектів, що підтверджує теорію, що тайці Келантану — нащадки поселенців із території Наратхіват, які прийшли на малозаселену малайську територію чотири століття тому.
Також у Келантані поширений буддизм, що підтверджують сотні тайських ват (буддійських храм), які у штаті можна скрізь побачити. У ват Пхотівіхан у місті Тумпат знаходиться найвища в Південно-Східній Азії статуя сплячого Будди.
У 1980 році в ват Пхотівіхан було відкрито храм лежачого Будди. Цей храм є досить популярним серед паломників і послідовників. Статуя Будди сягає сорока метрів завдовжки. Декого дивує, що такий великий храм знаходиться в штаті, де переважна більшість мусульмани, але причина полягає в тому, що цей район заселений впливовою тайською діаспорою. Виконуючи спів Метта використовують оригінальну мову (палі) або в перекладі на тайську.
Тайці святкують релігійні свята в ват, а саме Токкатіні, лоу кратонг, сайбат, сонкранг та інші. Ці заходи відвідують тисячі відвідувачів.

### Китайці
Китайську асиміляцію в Келантані можна охарактеризувати такою фразою: «З одного боку вони характеризуються як малайці, а з іншої — як китайці». «Один бік» або суспільна поведінка включає в себе малайську мову Келантану, навіть коли розмовляють один з одним, носять одяг як-от малайці, дотримуються певних малайських традицій і свят. «З іншої сторони» або приватне життя характерне тим, що вони притримуються традиційних китайських вірувань і традицій, які обмежуються виключно територією дому. Багато китайців відчувають розрізненість із рештою китайського населення Малайзії через їх неграмотність і недостатність рівня свободи в Китаї.
У Келантані китайці називають себе в основному як «Kampung Cina» (сільський китаєць) або «Cina Bandar» (міський китаєць). До найвідоміших китайських сіл Келантану відносяться Кампунг Токконг (знаходиться трьохсотлітній храм), Бату Джонг, Кампунг Джелаток, Кампунг Теманган, Кампунг Мата Айєр, Кампунг Таванг, Кампунг Балай та інші.
В інших регіонах Малайзії проживають такі китайські групи як хокло, кантонезійці, хакка, які можна об'єднати одним терміном — «хань» і предки яких були вихідцями з Китаю. Нащадки більш ранніх але незначних хвиль переселення відомі як «Orang Cina kita» (саме китайці) і пізніші як Orang Kelantan betul (справжні келантанці). Розмовний майський діалект китайців Келантану є характерним як для «сільських» так «міський» китайців.
Китайців Келантану можна назвати носіями мови діалекту Келантану. Не можливо відрізнити малайця від китайця, коли чуєш їх мову на діалекті Келантану.
Адаптація китайської мови зробила спілкування китайцями та малайцями Келантану більш легким та зручним. Тому келантанці і китайці сприймають один одного насамперед як людей, а не як представників різних хоча подібних культур. Здатність китайців Келантану адаптуватися до особливостей малайської культури також дала позитивний ефект для розвитку підприємництва регіону і Малайзії в цілому.
Але все рівно деякі китайські культурні звичаї збереглися й досі, як-от танцюючий лев під час китайського нового року, храмові та релігійні свята.
Село Кампунг Токконг малайзійського штату Келантан відомий тим, що тут знаходиться стародавній китайський храм Сенг Шун Кеонг. Проживає в цьому селі 500 чоловік. Храм присвячено культу богині Матсу і його вік становить, приблизно, 300 років. Щороку в день, який відповідає 23 березню за китайським календарем святкують день народження Матсу. Китайці, а особливо ті які поклоняються Матсу, йдуть до храму щоб поклонитися їй і в своїх молитвах попросити здоров'я, достатку, впевненості та особистої безпеки. Щороку, під час китайського нового року, колектив танцю лева храму Сенг Шун Кеонг об'їжджає штат, з метою проведення традиційних ритуалів відганяння злих духів та невдач.
Померлих селян хоронять в основному в землі на місцевому кладовищі, але іноді спалюють тіло померлого в найближчому храмі. Людей які прожили довге життя хоронять із триденними почестями і характерними ритуалами, а дітей намагаються поховати або спалити якнайшвидше.

### Оранг Аслі
Крім того в штаті проживають корінні народності (Оранг Аслі), переважно Теміар, які приживали протягом тисячоліть у лісах Келантану і Пераку. До сьогодні де-хто з Теміар притримуються традиційних вірувань у сили природи та інші елементи анімізму, але також є й такі, які прийняли іслам.

## Кухня
Кухня Келантану сформувалася під впливом тайської кухні, яка є дуже популярною серед малайзійців. Більшість туристів приїжджають у Келантан, тільки для того щоб скуштувати спеціальні делікатеси, які не можна спробувати в іншому місці. Для кухні Келантану характерним є використання цукру, тому більшість келантанських страв є солодкими.
Для приготування їжі в Келантані більше ніж де використовують кокосове молоко. Карі готують більш насиченим, жирнішим, в якому переважать смаки сусіднього Таїланду.

### Місцеві особливості
Окрім делікатесів, які запозичені з Таїланду, в кухні Келантану є й такі, які характерні саме для неї, а саме:

#### Насі даганг
Ця страва — поєднання білого рису і коричневого клейкого рису (спеціальний клейкий рис), який готується на кокосовому молоці (сантан) та сумішшю цибулі, часнику та деяких спецій (а саме пажитник) (малайською — хальба). Куряче або рибне карі подають разом з світло-коричневим підсолодженим самбал (паста з перцю чилі), тому її бажано брати невелику кількість. Насі даганг є однією з найсмачніших страв Келантану і подається з рибним карі, соліннями, вареними яйцями.

#### Насі керабу
Насі керабу дослівно перекладається як «рисовий салат». У Келантані готують дуже багато різновидів Насі керабу. Насі керабу біаса (звичайний) або несі керабу путіх (білий) подається з салбал туміс (соус на основі кокосового молока и місцевих спецій, які нагадують перець чилі) або насі керабу хітам (чорний), хоча його фактичний колір є синім (рис готують із додаванням місцевої квітки, хоча дехто використовує штучні інгредієнти) і несі керабу кунінг (жовтий) — для приготування рису використовують куркуму (тумерік). Насі керабу хітан і кунінг подають не з соусом салбал туміс, який створює відчуття гостроти, а з рідким холодним соусом. Як «керабу» (салат) можуть бути будь-які овочі або їстівне листя, але в більшості випадків його подають із дрібно нарізаними даун кесум (паростки бобів); довгастими зеленими бобами, бунда кантан, огірками (справжні гурмани мають вимагами «відбірних») и даун кадок. Також ця страва може подаватися з смаженою в сухарях рибою, керопок кемпінг, соленими яйцями, «солок лада» (рибне філе з додаванням чилі з кокосового горіха) та соленим часником (місцеві корнішони).

#### Насі тумпанг
Рис закручений у бананове листя у вигляді конуса. До так званого «пакету» насі пумпанг входить омлет, м'ясне муліне, карі з курки і (або) креветок та солодкого соусу. Ця страва є особливо популярною серед туристів.

#### Айям голек або айям перцік (курча барбекю)
Засмажене на барбекю курча, полите солодким кокосовим соусом. Страву айям голек їдять із білим рисом і вона є основною сімейною стравою і подається також під час бенкетів.

#### Насі берлаук
Більшість келантанців на сніданок їдять насі берлаук. Насі берлаук — це рис, який подають зі смаженою куркою або рибою та овочами з додаванням куркуми, галангалу настояному на жовтому соусі.

#### Насі улам
Улам — так називають у Келантані свіжі овочі — страва складається з білого рису, який подають із великою кількістю свіжих овочів. Ця страва є самою дієтичнною з усіх існуючих у малайській кухні.

#### Кау-джам
Також називають рисовим хлорофілом, кау-джам — зелений рис, який готують, додаючи до семи видів спецій, подають з свіжими овочами (паростки бобів, огірки и довгі боби), рибним філе та керопок. Страву часто подають із буду та іноді з підсмаженою у фритюрі рибою.

#### Керепок
Керепок — келантанські рибні крекери. Їх структура є значно товстішою а колір значно темнішим ніж інші аналоги які готують на західному березі Малайзії. Як карі, крекери під впливом тайської кухні на смак є більш гострими та солоними.

#### Керепок готе
Ця страва є келантанськими рибними ковбасками. Цю страву готують із рибного філе, додаючи борошно саго у формі довгих ковбасок, які готують на пару або варять. Щоб досягнути необхідного смаку ковбаски потім підсмажують. Основною відмінністю керопок готе Келантану від керепок лекор Тереннгану в тому що вона є більш товстою та довшою та її підсмажують. Керепок готе є основною їжею дітей Келантану і тому її готують в усіх шкільних їдальнях.

#### Келантанська лакса
Лакса (біла локшина) подають з соусом (карі або інший) та овочами, крім цього слід зазначити, що цю страву в кожному штаті Малайзії готують по-різному. У Келантані для приготування лакси використовують вершковий білий соус, який є більш поживним та має особливий аромат. Основний компонент — філе риби, справжні гурмани для приготування цієї страви використовують філе вугра. Лаксам — це різновид лакса, якій характерним є товстіша локшина (схожа на куей теов). Лакса або лаксам подають, так як і насі керабу, з улам, сіллю та белачан для підсилення смаку.

#### Пісанг коклат
Англійською — «Шоколадний банан», найулюбленіший різновид морозива в Келантані.

#### Кокосовий коктейль
Цей смачний зазвичай можливо зустріти і придбати вранці на базарах (так звані Pasar Pagi у вихідні) та нічних базарах. Його готують зі свіжого кокосового соку, який змішують із його м'якоттю та льодом із додаванням невеликої кількості крем-соди та молока. Цим коктейль додають зазвичай до ванільного морозива. Особливо зазначити, що цей напій досить важко відшукати поза межами Келантану.